# Thomas Bristow
Pour les articles homonymes, voir Bristow.
Thomas Richard Martin Bristow est un rameur britannique né le 15 novembre 1913 à Dudley (Royaume-Uni) et mort le 31 juillet 2007 à Estepona (Espagne).

## Carrière
Thomas Bristow participe à l'épreuve de quatre sans barreur aux Jeux olympiques d'été de 1936 à Berlin et y remporte la médaille d'argent.